# Miuccia Prada
Miuccia Prada (születési nevén  Maria Bianchi, 1949. május 10.–) olasz divattervező, üzletasszony, a Prada divatház fő divattervezője, a Miu Miu almárka alapítója. 2021 októberében a Forbes magazin a vagyonát 4,8 milliárd dollárra becsülte. A Bloomberg szerint pedig 6,6 milliárd dolláros vagyonával a 430. leggazdagabb ember volt a világon 2021 augusztusában.
Mario Prada legfiatalabb unokájaként 1978-ban vette át a családi üzlet vezetését. 2002-ben saját modern művészeti múzeumot alapított.
2013-ban a Forbes az 50 legjobban öltözött ötven év feletti híresség közé választotta. 2014-ben a magazin a 75. legbefolyásosabb nőnek nevezte meg.

## Fordítás
- Ez a szócikk részben vagy egészben  a   Miuccia Prada című angol Wikipédia-szócikk fordításán alapul.  Az eredeti cikk szerkesztőit annak laptörténete sorolja fel. Ez a jelzés csupán a megfogalmazás eredetét és a szerzői jogokat jelzi, nem szolgál a cikkben szereplő információk forrásmegjelöléseként.